# Фолло
Фолло (італ. Follo, ліг. Folo) — муніципалітет в Італії, у регіоні Лігурія, провінція Спеція.
Фолло розташоване на відстані близько 330 км на північний захід від Рима, 80 км на схід від Генуї, 8 км на північний схід від Спеції.
Населення — 6454 особи (2014).
Щорічний фестиваль відбувається 11 листопада. Покровитель — святий Мартин Турський.

## Демографія
Населення за роками:

Станом на 1 січня 2023 року в муніципалітеті офіційно проживало 513 іноземців з 49 країн, серед них 201 громадянин країн Євросоюзу та 3 громадяни України.

## Сусідні муніципалітети
- Беверино
- Болано
- Каліче-аль-Корновільйо
- Ла-Спеція
- Поденцана
- Рикко-дель-Гольфо-ді-Спеція
- Веццано-Лігуре